# Clan Destiny
Clan Destiny – dwudziesty trzeci album studyjny Wishbone Ash.

## Lista utworów
Album zawiera utwory:
1. Eyes Wide Open
2. Dreams Outta Dust
3. Healing Ground
4. Steam Town
5. Loose Change
6. Surfing a Slow Wave
7. Slime Time
8. Capture the Moment
9. Your Dog
10. The Raven
11. Motherless Child

## Twórcy albumu
Twórcami albumu są:
- Andy Powell – gitara, wokal
- Bob Skeat – bas
- Muddy Manninen – gitara
- Ray Weston – perkusja